# Julie Marie Arpeau
Julie Marie Arpeau (Amersfoort, 4 sep. 1880 - 's-Gravenhage, 8 juni 1952) was een Nederlands pianiste. 

## Levensloop
Julie Marie is een dochter van Pieter Joseph Arpeau (1836-1895) en Geertruida Horn (1856-). Zij huwde in 1909 met violist Louis Bouwmeester (violist) (1882-1931). Zij waren de ouders van actrice Lily Bouwmeester (1901-1993), actrice Dolly Bouwmeester (1913-1986) en Loutje Bouwmeester (1913-1974), hij was net als zijn moeder pianist. Julie Marie overleed op 71-jarige leeftijd en is begraven op de Gemeentelijke Begraafplaats te 's-Gravenhage.